# Происхождение Млечного Пути (картина)
«Происхождение Млечного Пути» (итал. Origine della Via Lattea) — картина Тинторетто, написанная около 1575 года по заказу императора Священной Римской империи Рудольфа II для украшения его пражского дворца. В настоящее время находится в Национальной галерее, в Лондоне. «Происхождение Млечного Пути» считается лучшей мифологической картиной Тинторетто. Насыщенная движением композиция, звучная и сочная живопись великолепно передают ощущение динамики происходящего.

## Сюжет
Сюжет для своей работы Тинторетто взял из греческой мифологии. Зевс захотел сделать бессмертным своего сына Геракла, рождённого от земной женщины. Для этого он погрузил в глубокий сон свою жену, богиню Геру, и приложил младенца к её груди, чтобы тот смог напиться божественного молока, дарующего бессмертие. Геракл, уже тогда отличавшийся невероятной силой, стал сосать молоко так энергично, что причинил Гере боль. Богиня оттолкнула младенца, капли молока пролились на небо и превратились в звёзды, из которых сложился Млечный Путь. Капли же молока, упавшие на землю, стали белоснежными лилиями.
В картине «Происхождение Млечного Пути» (Лондон, Национальная галерея), созданной после 1570 года, он использовал космогоническую легенду как повод для изображения контраста нежной мягкой плоти и тяжёлых одежд.

## Мифологические детали
- Ангелочки («путти»), изображённые в нижней части картины, держат в руках стрелы, зажжённый факел и другие символы страсти[3].
- Сеть в руках написанного справа ангелочка, вероятно, символизирует обман, к которому прибег Зевс, чтобы обессмертить своего сына[3].
- Рядом с Зевсом парит орёл — величественная птица, традиционно сопровождающая богов и королей[3]. В когтях орла зажата молния (привычный атрибут бога-громовержца)[3].
- Справа на картине размещена пара павлинов, традиционно сопровождавших богиню неба и покровительницу брака Геру. Живописцы часто изображали павлинов впряжёнными в её небесную повозку[3].